# Proton Savvy
Proton Savvy – samochód osobowy typu hatchback produkowany od 2005 roku przez malezyjski koncern Proton.

## Historia modelu

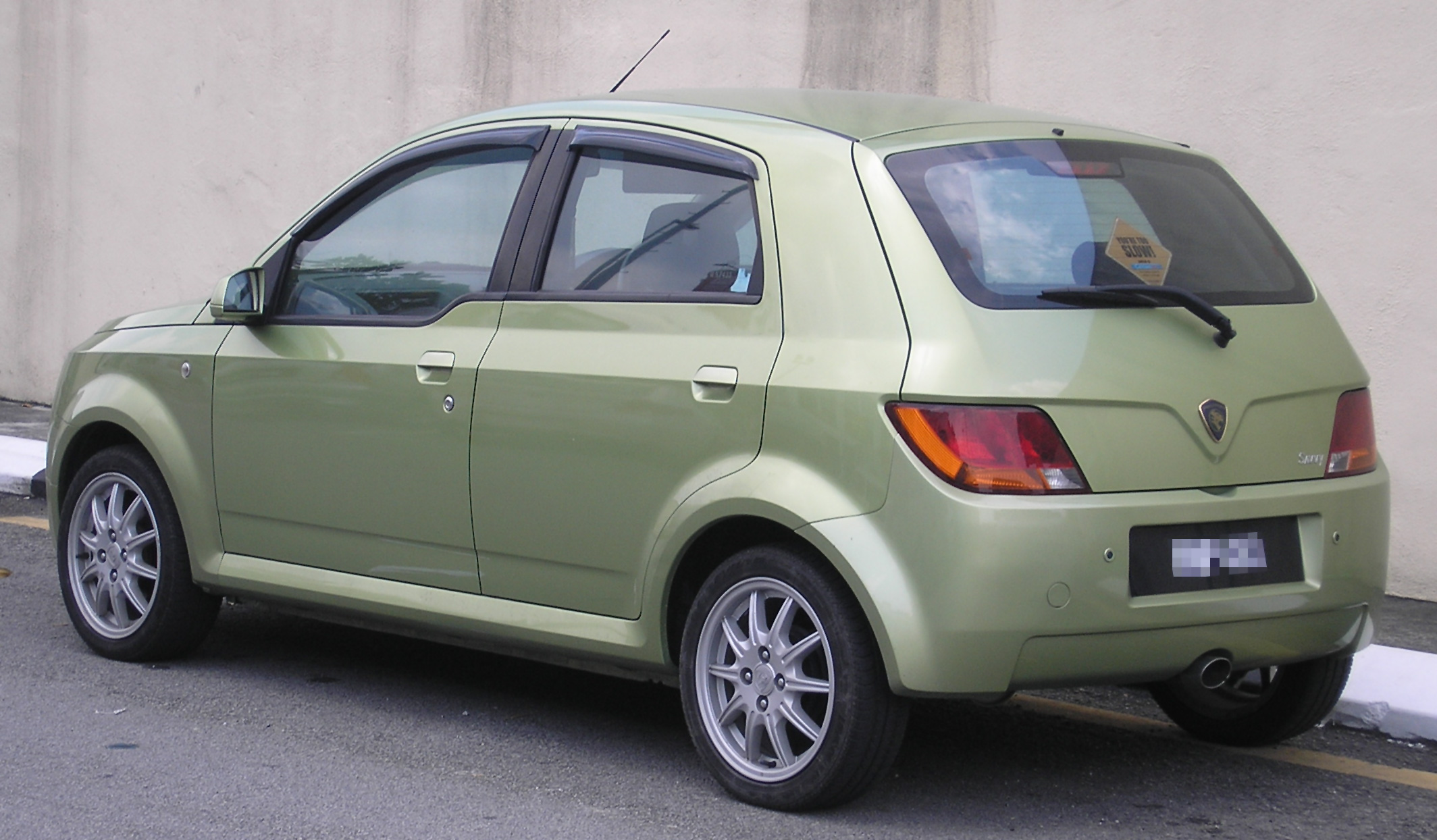
Proton Savvy - tył

W 2005 roku koncern Proton zaprezentował nowy, miejski model własnej konstrukcji - Savvy. Model jest właściwie następcą modelu Tiara, którego produkcją zakończyła się już pięć lat wcześniej. Podobnie jak model Gen-2 model powstał we współpracy z Lotusem. Sprzedaż prowadzona jest poza Dalekim Wschodem w Wielkiej Brytanii, Irlandii oraz na Cyprze. W 2009 roku przeprowadzono lifting nadwozia polegający na zmianie wyglądu atrapy chłodnicy oraz tylnej klapy bagażnika.

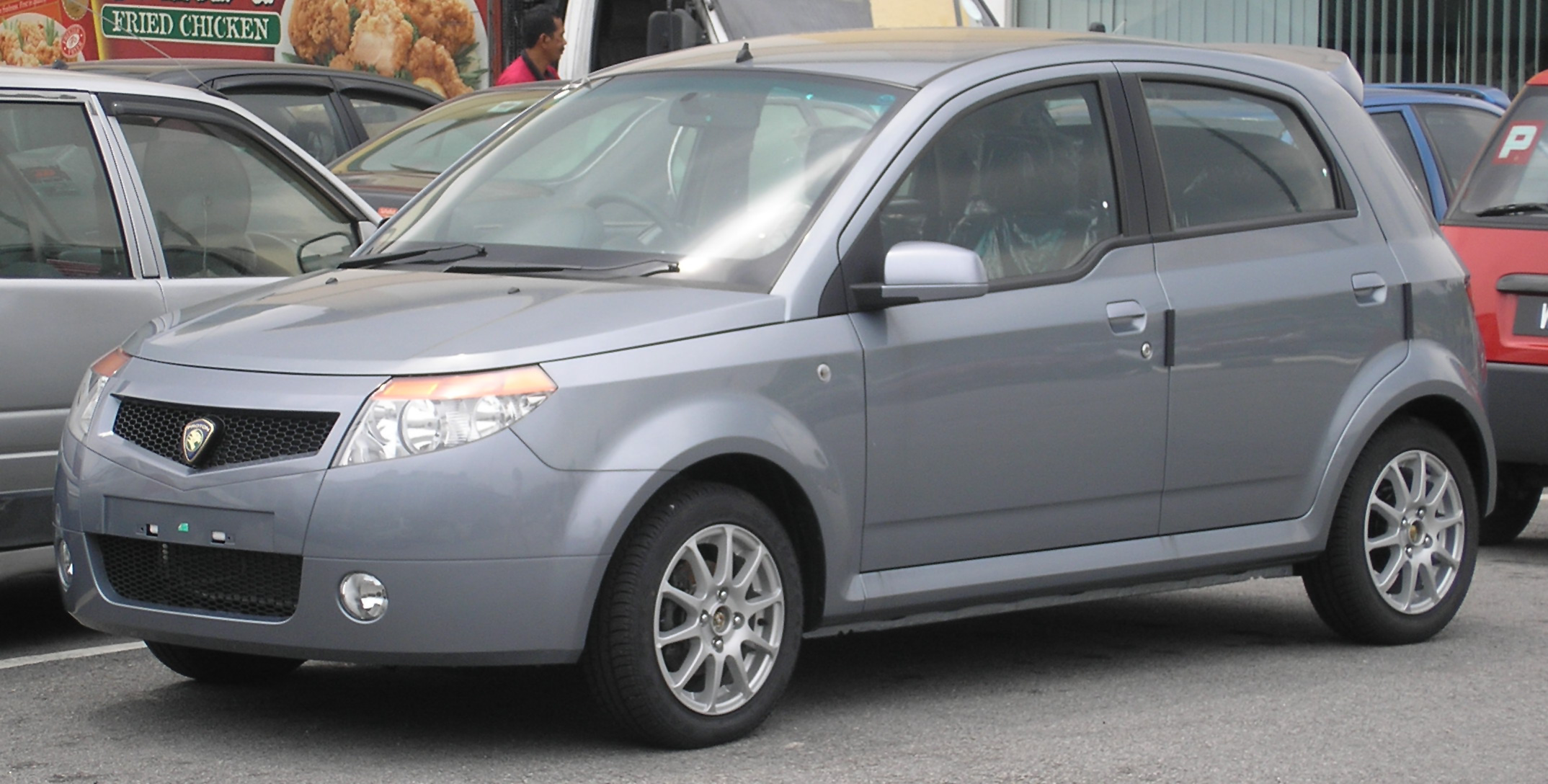
Proton Savvy FL

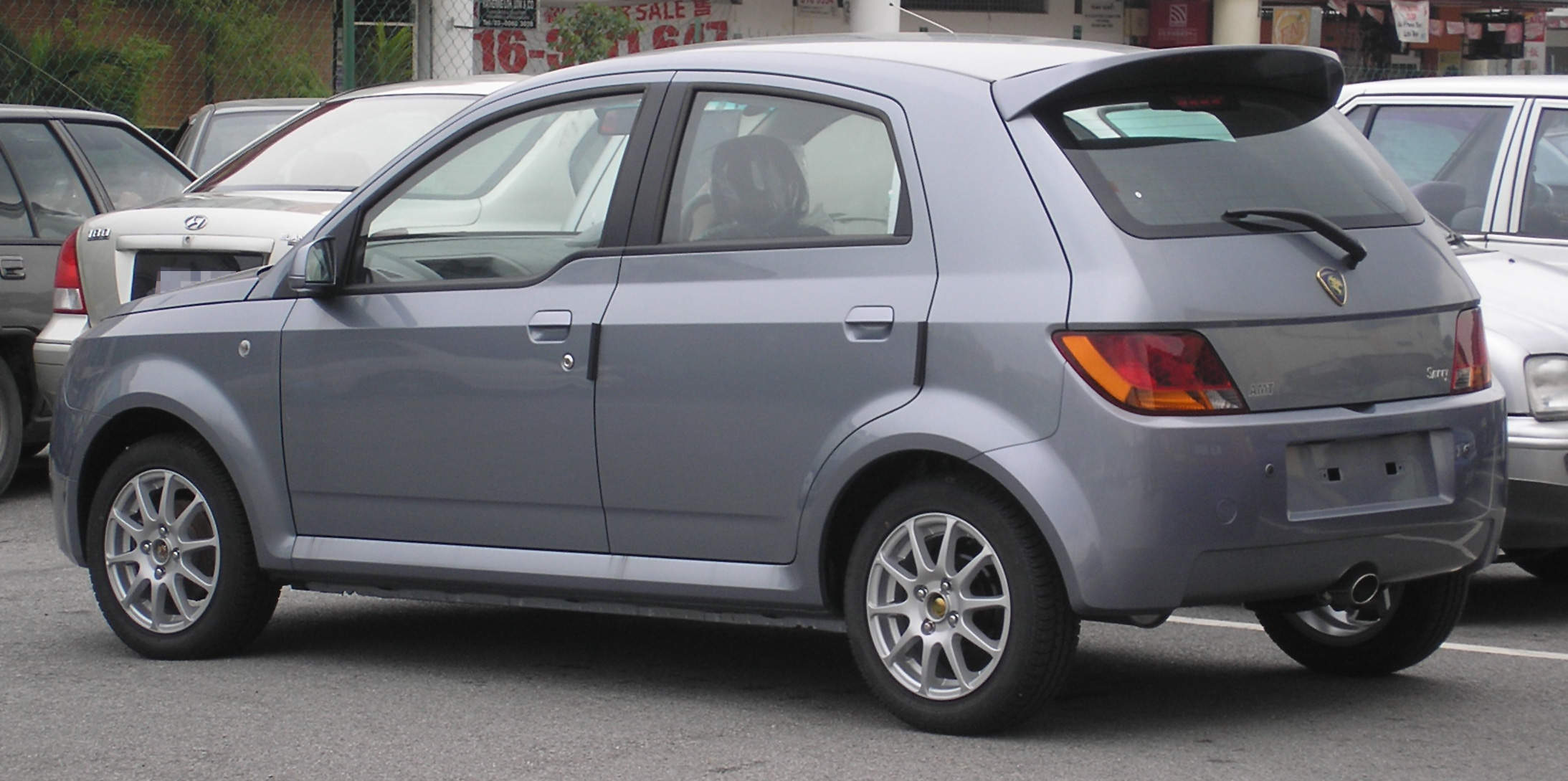
Proton Savyy FL - tył